# Stadt- und Waagenmuseum Oschatz

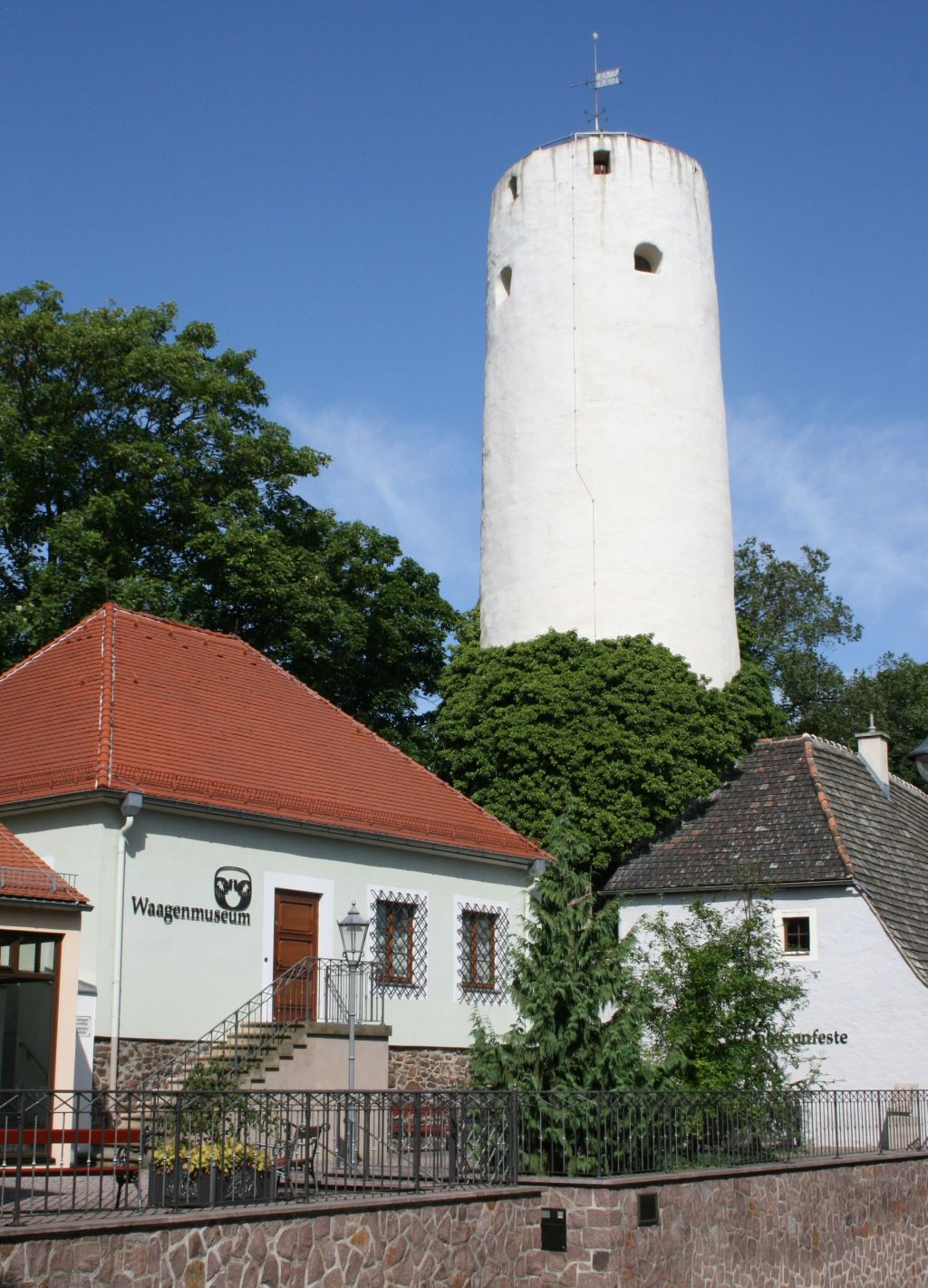
Stadt- und Waagenmuseum Oschatz

Das Stadt- und Waagenmuseum Oschatz ist ein Regionalmuseum in Oschatz (Landkreis Nordsachsen, Sachsen). Es beherbergt auch eine Ausstellung zur Entwicklung des Waagenbaues von den Anfängen der Waage bis zur elektronischen Wägeeinrichtung.

## Ausstellungen

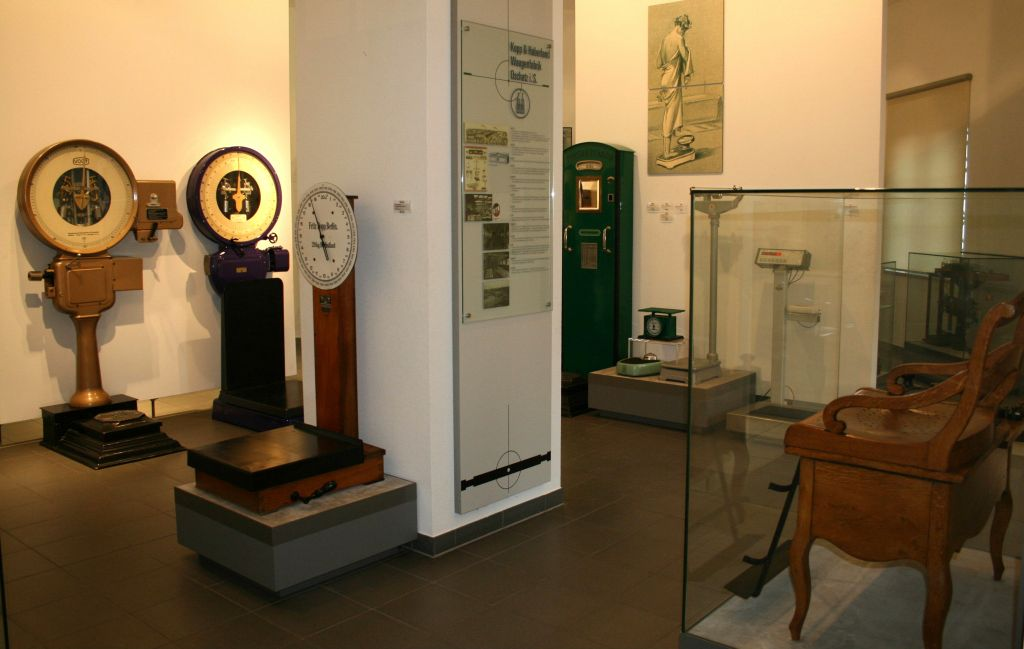
Ausstellungsraum

Im Oschatzer Stadtkern, unmittelbar an der Stadtmauer, befindet sich das Stadt- und Waagenmuseum in den historischen Gebäuden der Amtsfronfeste, der Ratsfronfeste und dem ehemaligen Burschenheim. Drei Dauerausstellungen in den drei Gebäuden zeigen die Geschichte der im Mittelalter entstandenen Stadt Oschatz.

### Ratsfronfeste
Die Ratsfronfeste mit angrenzendem Torschreiberhaus am früheren Alt-Oschatzer Stadttor wurde 1574 erbaut. In dem Gebäude wird über die Entwicklung der Stadt von der ur- und frühgeschichtlichen Zeit, über die Garnisonsstadt Oschatz bis zur industriellen Entwicklung informiert.

### Waagenmuseum

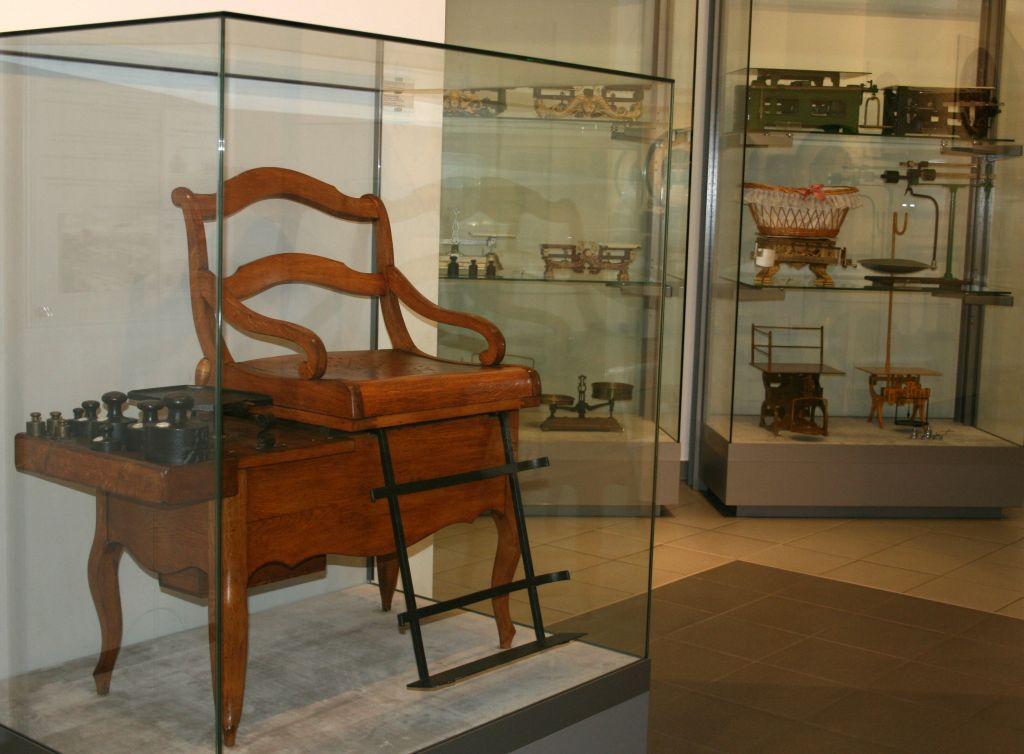
Personenwaage, auch „Ratsherrenwaage“ genannt

Im ehemaligen Burschenheim ist das Museum eingerichtet. Es zeigt eine in Sachsen einzigartige Ausstellung zur Entwicklung des Waagenbaues. Neben Ausführungen zur Geschichte der Waage, wird an etwa 100 ausgestellten Waagen sowie an Gewichtsstücken und Zubehörteilen die traditionsreiche Waagenproduktion der Oschatzer Waagenfabriken dargestellt. Eine originalgetreu nachgebaute Werkstatt eines Waagenbauers in einem Außenanbau zeigt die Arbeitsbedingungen dieses Handwerks um 1850.

### Amtsfronfeste
In der im 13./14. Jahrhundert errichteten Amtsfronfeste ist eine Ausstellung über bäuerliche Wohnkultur und das Oschatzer Handwerk zu sehen. Die in der Küche sowie im Wohn- und Schlafraum ausgestellten Bauernmöbel entstammen der „Oschatzer Pflege“ (das ist die Oschatz umgebende Landschaft) und gehören meist dem Ende des 18. Jahrhunderts an. In der unteren Etage der Amtsfronfeste sind Zeitzeugen des Oschatzer Handwerks, zum Beispiel ein Tuchmacher-Webstuhl und eine kleine Schuhmacherwerkstatt, zu sehen.

### Wachturm
Von der Amtsfronfeste aus ist der aus dem Jahr 1377 stammende Wachturm begehbar. Der 25 Meter hohe Turm bietet einen Rundblick über Teile der Altstadt. Am rückwärtigen Teil des Gebäudes ist der Rest eines hölzernen Wehrganges erhalten.
Der Zwingergarten ist ein tiefer Graben zwischen der ehemaligen doppelreihigen Stadtmauer. Neben den Dauerausstellungen sind mehrmals im Jahr wechselnde Sonderausstellungen zu sehen.

## Sammelschwerpunkte
Die Sammlung konzentriert sich auf Themen zur Regionalgeschichte sowie auf Waagen und Gewichten. Dabei hat sich das Museum speziell auf die Geschichte der Waage und die Geschichte der Waagenbauerstadt Oschatz spezialisiert.
Seit der Mitte des 19. Jahrhunderts ist Oschatz ein Zentrum des Waagenbaus. Eine der ersten Waagenfabriken Deutschlands war die Waagenfabrik der Gebrüdern Pfitzer. Von einer „Salzwaage“ aus dem 16. Jahrhundert, über die „Ratsherrenwaage“ bis zur elektromechanischen Plattformwaage sind etwa 100 Exponate ausgestellt.